# Lophocebus johnstoni
El mangabey de Johnston (Lophocebus johnstoni) es una especie de primate catarrino de la familia Cercopithecidae. Anteriormente se consideraba una subespecie del mangabey de mejillas grises (Lophocebus albigena), pero recientemente se elevó a la condición de especie, junto a Lophocebus osmani y Lophocebus ugandae.